# Premis Oscar de 1963
Els Premis Oscar de 1963 (en anglès: 36th Academy Awards) foren presentats el 13 d'abril de 1964 en una cerimònia realitzada al Santa Monica Civic Auditorium de Los Angeles.
La cerimònia fou presentada per l'actor Jack Lemmon.

## Curiositats
La pel·lícula guanyadora de la nit fou la comèdia Tom Jones de Tony Richardson, que amb deu nominacions aconseguí quatre premis (pel·lícula, director i guió adaptat entre ells). Així mateix cal destacar que és l'única pel·lícula que ha aconseguit en la història del Oscars tres nominades en la categoria de millor actriu secundària, i juntament amb Peyton Place de Mark Robson (1956) té l'honor de no haver rebut cap Oscar per als seus actors tot i tenir cinc nominacions en aquestes categories.
La pel·lícula Hud de Martin Ritt es convertí en la segona pel·lícula de la història dels premis, just darrere de The Miracle Worker d'Arthur Penn (1962), en aconseguir dos premis pels seus actors sense rebre la nominació a millor pel·lícula. Patricia Neal aconseguí guanyar el premi a millor actriu per un paper, relativament, secundari.
Sidney Poitier es convertí en el primer actor afroamericà en rebre el premi a millor actor pel seu paper a Els lliris dels prats de Ralph Nelson. Per la seva banda Margaret Rutherford aconseguí el premi a millor actriu secundària per Hotel Internacional d'Anthony Asquith, convertint-se en aquells moments en l'actriu de més edat de rebre aquest guardó.
En aquesta edició el premi de millors efectes especials se separà per als efectes visuals i per als efectes de so, creant una nova categoria.
La pel·lícula catalana Los Tarantos, protagonitzada per Antonio Gades i Carmen Amaya i dirigida per Francesc Rovira-Beleta fou nominada a millor pel·lícula de parla no anglesa, si bé perdé davant la italiana 8 ½ de Federico Fellini.
La victòria de Leon Shamroy per Cleòpatra convertí en aquest director de fotografia amb el més premiat de la història dels Oscars a l'aconseguir la seva quarta estatueta.

## Premis
| Millor pel·lícula | Millor director |
| --- | --- |
| - Tom Jones (Tony Richardson per Woodfall Film Productions) - Amèrica, Amèrica (Elia Kazan per Warner Bros.) - Cleòpatra (Walter Wanger per 20th Century-Fox) - La conquesta de l'oest (Bernard Smith per MGM) - Els lliris dels prats (Ralph Nelson per United Artists)                                                                | - Tony Richardson per Tom Jones - Elia Kazan per Amèrica, Amèrica - Martin Ritt per Hud - Otto Preminger per El cardenal - Federico Fellini per 8 ½ |
| Millor actor | Millor actriu |
| - Sidney Poitier per Els lliris dels prats com a Homer Smith - Albert Finney per Tom Jones com a Tom Jones - Richard Harris per This Sporting Life com a Frank Machin - Rex Harrison per Cleòpatra com a Juli Cèsar - Paul Newman per Hud com a Hud Bannon                                                                              | - Patricia Neal per Hud com a Alma Brown - Leslie Caron per L'habitació en forma d'ela com a Jane Fosset - Shirley MacLaine per Irma la douce com a Irma la douce - Rachel Roberts per This Sporting Life com a Margaret Hammond - Natalie Wood per Love with the Proper Stranger com a Angie Rossini |
| Millor actor secundari | Millor actriu secundària |
| - Melvyn Douglas per Hud com a Homer Bannon - Nick Adams per Twilight of Honor com a Ben Brown - Bobby Darin per Captain Newman, M.D. com a caporal Jim Tompkins - Hugh Griffith per Tom Jones com a Squire Western - John Huston per El cardenal com a cardenal Glennon                                                                | - Margaret Rutherford per Hotel Internacional com a Duquessa de Brighton - Diane Cilento per Tom Jones com a Molly Seagrim - Edith Evans per Tom Jones com a Miss Wetern - Joyce Redman per Tom Jones com a Mrs. Waters/Jenny Jones - Lilia Skala per Els lliris dels prats com a Mare Maria |
| Millor guió original | Millor guió adaptat |
| - James R. Webb per La conquesta de l'oest - Federico Fellini, Ennio Flaiano, Tullio Pinelli i Brunello Rondi per 8 ½ - Elia Kazan per Amèrica, Amèrica - Arnold Schulman per Love with the Proper Stranger - Carlo Bernari, Vasco Pratolini, Nanni Loy, Pasquale Festa Campanile i Massimo Franciosa per Le quattro giornate di Napoli | - John Osborne per Tom Jones (sobre hist. de Henry Fielding) - Richard L. Breen, Phoebe Ephron i Henry Ephron per Captain Newman, M.D. (sobre hist. de Leo Rosten) - Antoine Tudal i Serge Bourguignon per Les dimanches de Ville d'Avray (sobre hist. de Bernard Eschasseriaux) - Irving Ravetch i Harriet Frank, Jr. per Hud (sobre hist. de Larry McMurty) - James Poe per Els lliris dels prats (sobre hist. de William Edmund Barrett)                                                                      |
| Millor pel·líucula de parla no anglesa | Millor cançó original |
| - 8 ½ de Federico Fellini (Itàlia) - Koto de Noboru Nakamura (Japó) - Nóż w wodzie de Roman Polański (Polònia) - Los Tarantos de Francesc Rovira-Beleta (Espanya) - Ta Kokkina fanaria de Vasilis Georgiadis (Grècia) | - Jimmy Van Heusen (música); Sammy Cahn (lletra) per Papa's Delicate Condition ("Call Me Irresponsible") - Dimitri Tiomkin (música); Paul Francis Webster (lletra) per 55 dies a Pequín ("So Little Time") - Ernest Gold (música); Mack David (lletra) per El món és boig, boig, boig ("It's a Mad Mad Mad Mad World") - Riz Ortolani i Nino Oliviero (música); Norman Newell (lletra) per Mondo Cane ("More") - Henry Mancini (música); Johnny Mercer (lletra) per Xarada ("Charade")                           |
| Millor banda sonora | Millor banda sonora - Adaptació |
| - John Addison per Tom Jones - Dimitri Tiomkin per 55 dies a Pequín - Alex North per Cleòpatra - Alfred Newman i Ken Darby per La conquesta de l'oest - Ernest Gold per El món és boig, boig, boig | - André Previn per Irma la douce - Johnny Green per Bye Bye Birdie - Maurice Jarre per Les dimanches de Ville d'Avray - Leith Stevens per Samantha - George Bruns per The Sword in the Stone |
| Millor direcció artística - Blanc i negre | Millor direcció artística - Color |
| - Gene Callahan per Amèrica, Amèrica - Piero Gherardi per 8 ½ - Hal Pereira i Tambi Larsen; Sam Comer i Robert R. Benton per Hud - Hal Pereira i Roland Anderson; Sam Comer i Grace Gregory per Love with the Proper Stranger - George Davis i Paul Groesse; Henry Grace i Hugh Hunt per Twilight of Honor                              | - John DeCuir, Jack Martin Smith, Hilyard Brown, Herman Blumenthal, Elven Webb, Maurice Pelling i Boris Juraga; Walter M. Scott, Paul S. Fox i Ray Moyer per Cleòpatra - Hal Pereira i Roland Anderson; Sam Comer i James W. Payne per Come Blow Your Horn - George Davis, William Ferrari i Addison Hehr; Henry Grace, Don Greenwood, Jr. i Jack Mills per La conquesta de l'oest - Lyle R. Wheeler; Gene Callahan per El cardenal - Ralph Brinton, Ted Marshall i Jocelyn Herbert; Josie MacAvin per Tom Jones |
| Millor fotografia - Blanc i negre | Millor fotografia - Color |
| - James Wong Howe per Hud - Ernest Haller per Els lliris dels prats - Milton Krasner per Love with the Proper Stranger - George Folsey per The Balcony - Lucien Ballard per The Caretakers | - Leon Shamroy per Cleòpatra - Leon Shamroy per El cardenal - William H. Daniels, Milton Krasner, Charles Lang, Jr. i Joseph LaShelle per La conquesta de l'oest - Joseph LaShelle per Irma la douce - Ernest Laszlo per El món és boig, boig, boig |
| Millor vestuari - Blanc i negre | Millor vestuari - Color |
| - Piero Gherardi per 8 ½ - Edith Head per Love with the Proper Stranger - Bill Thomas per Joguines a les golfes - Travilla per The Stripper - Edith Head per Wives and Lovers | - Irene Sharaff, Vittorio Nino Novarese i Renie Conley per Cleòpatra - Donald Brooks per El cardenal - Walter Plunkett per La conquesta de l'oest - Piero Tosi per Il gattopardo - Edith Head per Samantha |
| Millor muntatge | Millor so |
| - Harold F. Kress per La conquesta de l'oest - Louis R. Loeffler per El cardenal - Dorothy Spencer per Cleòpatra - Ferris Webster per La gran evasió - Frederic Knudtson, Robert C. Jones i Gene Fowler, Jr. per El món és boig, boig, boig                                                                                             | - Franklin Milton per La conquesta de l'oest - Charles Rice per Bye Bye Birdie - Waldon O. Watson per Captain Newman, M.D. - James Corcoran i Fred Hynes per Cleòpatra - Gordon E. Sawyer per El món és boig, boig, boig |
| Millors efectes especials | efectes de so |
| - Emil Kosa, Jr. per Cleòpatra - Ub Iwerks per Els ocells | - Walter G. Elliott per El món és boig, boig, boig - Robert L. Bratton per A Gathering of Eagles |
| Millor documental | Millor curtmetratge documental |
| - Robert Frost: A Lover's Quarrel With the World de Robert Hughes - Le Maillon et la Chaine de Paul de Roubaix - The Yanks Are Coming de Marshall Flaum | - Chagallde Simon Schiffrin - The Five Cities of June de George Stevens Jr. - The Spirit of America de Algernon G. Wlaker - Thirty Million Letters d'Edgar Anstey - To Live Again de Mel London |
| Millor curtmetratge | Millor curtmetratge d'animació |
| - La Rivière du hibou de Paul de Roubaix i Marcel Ichac - Koncert d'Ezra R. Baker - Home-Made Car de James Hill - Six-Sided Triangle de Christopher Miles - That's Me de Walker Stuart | - The Critic d'Ernest Pintoff - Automania 2000 de John Halas - Igra de Dusan Vukotic - My Financial Career de Colin Low i Tom Daly - Pianissimo de Carmen D'Avino |

## Premi Irving G. Thalberg
- Sam Spiegel

## Presentadors
- Julie Andrews: millor pel·lícula de parla no anglesa
- Anne Bancroft: millor actor
- Anne Baxter i Fred MacMurray: millor direcció artística
- Ed Begley: millor actriu secundària
- Rita Hayworth: millor director
- Sammy Davis Jr.: millor música i adaptació
- Angie Dickinson: millors efectes especials
- Patty Duke: millor actor secundari
- Shirley Jones: millor cançó
- Shirley MacLaine: millors curtmetratges
- Steve McQueen: millor so i efectes de so
- Gregory Peck: millor actriu
- Sidney Poitier: millor muntatge
- Donna Reed: millor vestuari
- Debbie Reynolds: millor documentals
- Edward G. Robinson: millor guió original i adaptat
- Frank Sinatra: millor pel·lícula
- James Stewart: millor fotografia

### Actuacions
- James Darren interpreta "It's a Mad, Mad, Mad, Mad World" de El món és boig, boig, boig
- Harve Presnell interpreta "So Little Time" de 55 dies a Pequín
- Katyna Ranieri interpreta "More" de Mondo Cane
- Andy Williams intepreta "Call Me Irresponsible" de Papa's Delicate Condition i "Charade" de Xarada

## Múltiples nominacions i premis
| Les següents pel·lícules van rebre diverses nominacions: - 10 nominacions: Tom Jones - 9 nominacions: Cleòpatra - 8 nominacions: La conquesta de l'oest - 7 nominacions: Hud - 6 nominacions: El cardenal i El món és boig, boig, boig - 5 nominacions: 8 ½, Els lliris dels prats i Love with the Proper Stranger - 4 nominacions: Amèrica, Amèrica - 3 nominacions: Captain Newman, M.D. i Irma la douce - 2 nominacions: 55 dies a Pequín, Bye Bye Birdie, Les dimanches de Ville d'Avray, A New Kind of Love, This Sporting Life i Twilight of Honor | Les següents pel·lícules van rebre més d'un premi: - 4 premis: Cleòpatra i Tom Jones - 3 premis: La conquesta de l'oest i Hud - 2 premis: 8 ½ |